# The Challengers
The Challengers, amerikanskt surfrockband bildat 1963 i Los Angeles, Kalifornien.
Gruppen var en av de tidigaste grupperna inom genren surfrock. Gruppen bestod av Richard Delvy på trummor, Art Fisher och Ed Fournier på gitarr, Phillip Pruden på saxofon, och Randy Nauert på basgitarr. Deras största och kanske mest ihågkomna hit är "K-39" från 1964.

## Diskografi (urval)
Album
- 1963 – The Challengers on the Move
- 1963 – Surfbeat
- 1963 – Lloyd Thaxton Goes Surfing With The Challengers
- 1963 – On The Move
- 1964 – K-39
- 1964 – Go Sidewalk Surfing!
- 1964 – At The Teenage Fair
- 1965 – The Man From U.N.C.L.E.
- 1965 – Surf's Up
- 1966 – California Kicks
- 1966 – A Go Go
- 1966 – Wipe Out!
- 1967 – Billy Strange And The Challengers
- 1969 – Light My Fire
- 1970 – Vanilla Funk
- 1995 – New Wave

Singlar
- 1962 – "Torquay" / "Bulldog"
- 1962 – "Moon Dawg" / "Tidal Wave"
- 1963 – "Footapper" / "On The Move"
- 1964 – "Hot Rod Hootenanny" / "Maybellene"
- 1964 – "Hot Rod Show" / "K-39"
- 1965 – "Channel 9" / "Can’t Seem To Get Over You"
- 1965 – "The Water Country" / "Everything To Me"
- 1965 – "The Man From U.N.C.L.E." / "The Streets of London"
- 1965 – "Mr Moto ’65" / "Chieflado"
- 1966 – "Pipline" / "Come Right Back To Me"
- 1968 – "Before You" / "Color Me In (Hello Yellow Bug)"
- 1968  – "Chitty Chitty Bang Bang" / "Lonely Little Girl"